# Mutirikwe (přehradní nádrž)
Mutirikwe dříve zvaná Kyle je přehradní nádrž, která se nachází v jihovýchodní části Zimbabwe na řece Mutirikwe jihovýchodně od města Masvingo. Původní název byl odvozen od okresu Kyle ve Skotsku, odkud pocházel skotský průkopník v osídlování této části Afriky Tom Murray MacDougall . Byla naplněna v roce 1960 po vybudování hráze Kyle na řece Mutirikwe. Vodní hladina nádrže má plochu 91,05 km².

## Vodní režim
Kromě protékající Mutirikwe se do jezera vlévají také řeky Mbebvi, Matare, Pokoteke, Umpopinyani, Makurumidzi, Shagashe.
V 80. letech 20. století hladina dramaticky klesla, ale v 90. letech se opět vrátila k původní hodnotě. Výška hladiny závisí na zavlažovacích požadavcích a na sezónních srážkách.

## Využití
Hráz byla postavena především jako zásobárna vody pro zavlažování farmářských pozemků, které se nacházejí jihozápadně od ní okolo města Triangle a kde je hlavní plodinou cukrová třtina.
Na severním břehu se rozkládá přírodní rezervace Lake Kyle Recreational Park a také na jižní břehu je malá přírodní rezervace. Nedaleko se nacházejí zříceniny města Velké Zimbabwe.